# Ян Непомуцен Хшан
Ян Непомуцен Хшан (пол. Jan Nepomucen Chrzan; 25 квітня 1885, Гостичина, нині Польща — 1 липня 1942, Дахау, Німеччина) — блаженний римо-католицької церкви, священник, мученик. Входить до числа 108 блаженних польських мучеників, беатифікований римським папою Іваном Павлом II під час його відвідин Варшави 13 червня 1999 року.

## Біографія
У 1906 році закінчив гімназію в місті Острув-Велькопольський, після чого навчався в семінаріях у Познані і Гнєзно. 30 січня 1910 був висвячений на священника. У 1915–1917 роках служив в різних католицьких парафіях в Беганові, Жеркуві, де виконував обов'язки парафіяльного настоятеля.

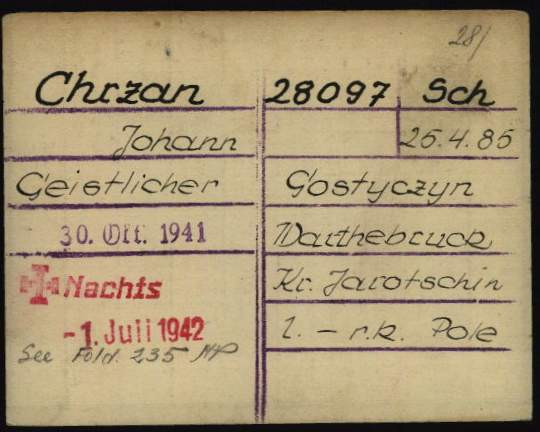
Реєстраційна картка Яна Непомуцена Хжана як в'язня в нацистському концтаборі Дахау

Був заарештований німецькою окупаційною владою в жовтні 1941 року і перепроваджений в концентраційний табір Дахау, де загинув 1 липня 1942 року.

## Прославлення
13 червня 1999 був беатифікований римським папою Іоанном Павлом II разом з іншими польськими мучениками  Другої світової війни.
День пам'яті — 12 червня.